# Campionati europei di atletica leggera indoor 2017 - Getto del peso maschile

## Podio
| Pos.    | Atleta            | Nazionalità |
| ------- | ----------------- | ----------- |
| Oro     | Konrad Bukowiecki | Polonia     |
| Argento | Tomáš Staněk      | Rep. Ceca   |
| Bronzo  | David Storl       | Germania    |

## Record
| Record                | Record         | Record | Record                             | Record           |
| --------------------- | -------------- | ------ | ---------------------------------- | ---------------- |
| Record del Mondo      | Randy Barnes   | 22.66  | Los Angeles, Stati Uniti d'America | 20 gennaio 1989  |
| Record europeo        | Ulf Timmermann | 22.55  | Senftenberg, Germania Est          | 11 febbraio 1989 |
| Record dei campionati | Ulf Timmermann | 22.19  | Liévin, Francia                    | 21 febbraio 1987 |

## Programma
| Data         | Ora   | Turno          |
| ------------ | ----- | -------------- |
| 4 marzo 2017 | 11:00 | Qualificazioni |
| 4 marzo 2017 | 19:20 | Finale         |

## Risultati

### Qualificazioni
Si qualifica alla finale chi lancia almeno 20.15m (Q) oppure i migliori otto.
| Posizione | Atleta                | Nazione              | #1    | #2    | #3    | Risultato | Note |
| --------- | --------------------- | -------------------- | ----- | ----- | ----- | --------- | ---- |
| 1         | David Storl           | Germania             | 21.16 |       |       | 21.16     | Q    |
| 2         | Konrad Bukowiecki     | Polonia              | 21.06 |       |       | 21.06     | Q    |
| 3         | Tomáš Staněk          | Rep. Ceca            | x     | 20.94 |       | 20.94     | Q    |
| 4         | Ladislav Prášil       | Rep. Ceca            | 20.68 |       |       | 20.68     | Q    |
| 5         | Tsanko Arnaudov       | Portogallo           | 20.52 |       |       | 20.52     | Q    |
| 5         | Stipe Žunić           | Croazia              | 20.52 |       |       | 20.52     | Q    |
| 7         | Mesud Pezer           | Bosnia ed Erzegovina | 19.78 | x     | 20.13 | 20.13     | q    |
| 8         | Mikhail Abramchuk     | Bielorussia          | 19.82 | 19.61 | 19.99 | 19.99     | q    |
| 9         | Borja Vivas           | Spagna               | 19.86 | 19.97 | 19.89 | 19.97     |      |
| 10        | Frédéric Dagée        | Francia              | 19.97 | x     | x     | 19.97     |      |
| 11        | Asmir Kolašinac       | Serbia               | 19.96 | x     | x     | 19.96     |      |
| 12        | Filip Mihaljević      | Croazia              | x     | x     | 19.94 | 19.94     |      |
| 13        | Carlos Tobalina       | Spagna               | 19.64 | 19.22 | 19.83 | 19.83     |      |
| 14        | Andrei Gag            | Romania              | 19.24 | x     | x     | 19.24     |      |
| 15        | Francisco Belo        | Portogallo           | 19.55 | x     | 19.25 | 19.55     |      |
| 16        | Bob Bertemes          | Lussemburgo          | 19.47 | x     | 19.42 | 19.47     |      |
| 17        | Arttu Kangas          | Finlandia            | 18.86 | 19.42 | x     | 19.42     |      |
| 18        | Rafał Kownatke        | Polonia              | x     | 19.28 | x     | 19.28     |      |
| 19        | Michał Haratyk        | Polonia              | x     | 19.18 | 19.05 | 19.18     |      |
| 20        | Georgi Ivanov         | Bulgaria             | 18.94 | x     | x     | 18.94     |      |
| 21        | Aliaksei Nichypar     | Bielorussia          | x     | x     | 18.90 | 18.90     |      |
| 22        | Mihaíl Stamatóyiannis | Grecia               | x     | 18.83 | x     | 18.83     |      |
| 23        | Matúš Olej            | Slovacchia           | 17.79 | x     | 18.21 | 18.21     |      |

### Finale
La finale è iniziata alle 19:20 di venerdì 4 marzo
.
| Posizione | Atleta            | Nazione              | #1    | #2    | #3    | #4    | #5    | #6    | Risultato | Note                                                                           |
| --------- | ----------------- | -------------------- | ----- | ----- | ----- | ----- | ----- | ----- | --------- | ------------------------------------------------------------------------------ |
| 1         | Konrad Bukowiecki | Polonia              | x     | 21.97 | 20.69 | 20.85 | x     | 20.98 | 21.97     | Miglior prestazione mondiale stagionale · Miglior prestazione europea under 23 |
| 2         | Tomáš Staněk      | Rep. Ceca            | 20.56 | x     | 20.36 | 20.25 | 21.43 | -     | 21.43     | Miglior prestazione personale                                                  |
| 3         | David Storl       | Germania             | 21.15 | x     | 20.88 | 21.19 | 21.30 | 21.15 | 21.30     |                                                                                |
| 4         | Tsanko Arnaudov   | Portogallo           | 20.49 | 20.16 | x     | 19.81 | 19.50 | 21.08 | 21.08     | Record nazionale                                                               |
| 5         | Stipe Žunić       | Croazia              | x     | 20.37 | x     | 20.08 | 21.04 | 20.66 | 21.04     | Miglior prestazione personale stagionale                                       |
| 6         | Ladislav Prášil   | Rep. Ceca            | 20.73 | x     | 20.72 | 20.24 | x     | 20.47 | 20.73     |                                                                                |
| 7         | Mesud Pezer       | Bosnia ed Erzegovina | 20.37 | 20.26 | 20.16 | 20.30 | x     | x     | 20.37     |                                                                                |
| 8         | Mikhail Abramchuk | Bielorussia          | x     | x     | 19.38 | x     | x     | x     | 19.38     |                                                                                |